# Тія (пам'ятка археології)
Тія — місце археологічних розкопок у центральній Ефіопії поруч з однойменним містом. Пам'ятка археології находиться у зоні Гураге регіону Області Народностей Південної Ефіопії на південь від Аддіс-Абеби. У 1980 році це місце археологічних розкопок було включено до списку Всесвітньої спадщини завдяки унікальній природі цих монолітних пам’яток.

## Огляд
Керівник археологічних розкопок 1995 року Жуссом заявив, що мегаліти були створені у період 11 та 13 століть нашої ери. Більш пізні датування відносять будівництво стел до 10-го і 15-го століть нашої ери. Їх вважають відносно нещодавно створеними, адже будівництво мегалітів в Ефіопії є давньою традицією, багато таких пам’ятників з’явилися ще до нашої ери.
Менгір або стели на цьому місці, «32 з яких вигравіювані загадковими символами, зокрема мечами», ймовірно, позначають великий доісторичний поховальний комплекс. Німецька етнографічна експедиція відвідала це місце у квітні 1935 року і за годину шляху на південь від табору знайшла кам'яні моноліти з символом меча.
Поверхневі знахідки в Тії містили ряд знарядь середнього кам’яного віку, які технологічно подібні до знарядь, знайдених у Гадемотті та Кулкулетті. Через унікальний виробничий процес, який використовує так звані «траншетні удари», інструменти Tiї також можуть належати до того самого періоду часу. Крім того, під час археологічних розкопок у Тії були виявлені гробниці.

## Стели Гураге

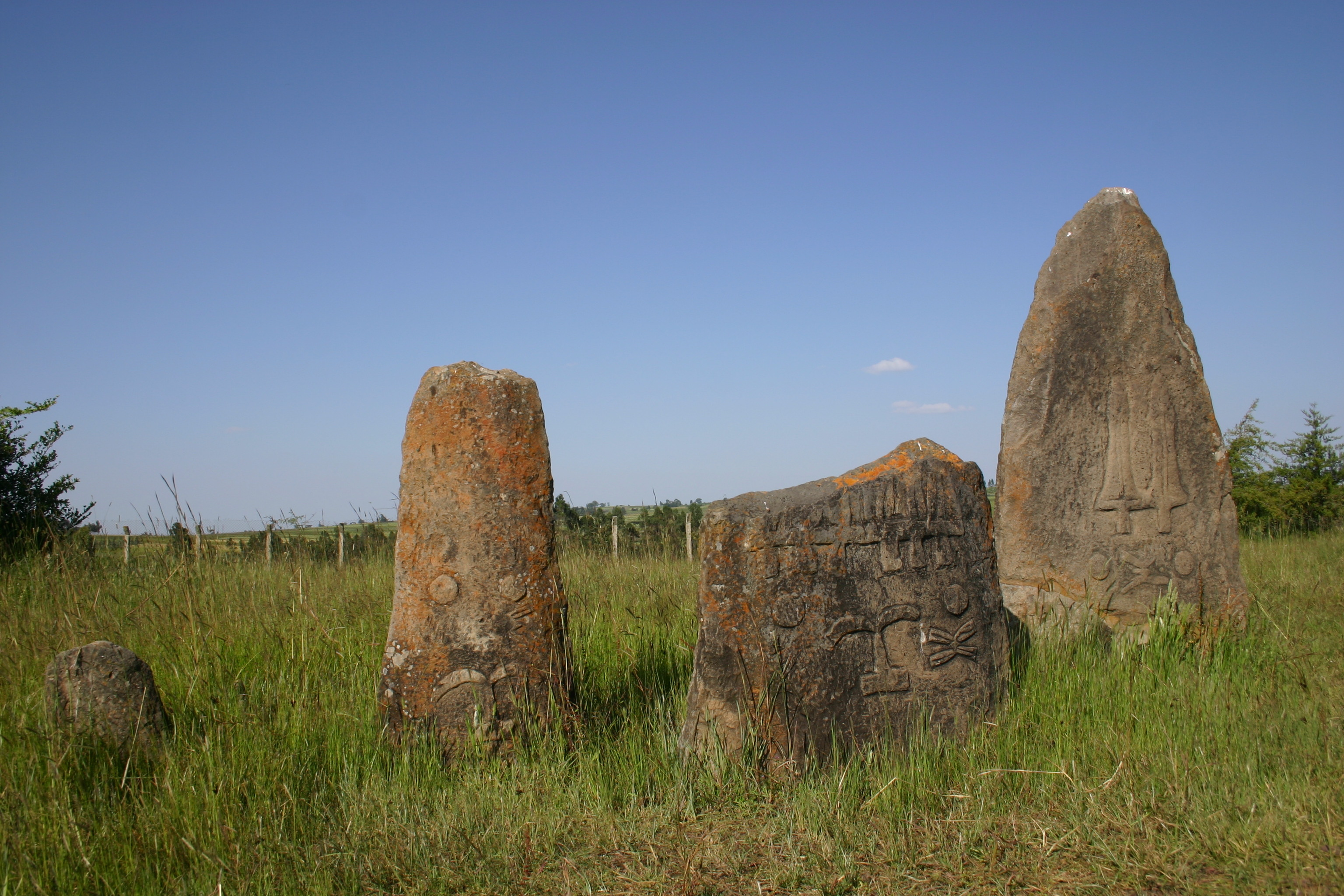
Мегаліти з вигравіруваними фігурами в Тії.

Тія одне із дев'яти мегалітичних стовпів у зоні Гураге. Станом на 1997 рік у цьому районі було зареєстровано 118 стел. Поряд зі стелами в зоні Хадія місцеві жителі ідентифікують ці споруди як Єграгн Дінгей або «камінь Грана» на честь імама Ахмада ібн Ібрагіма аль-Газі (Ахмад «Ґурей» або «Гран»).
Стели Гураге бувають трьох типів: антропоморфні стели з людськими фігурами, фалічні стели і стели ні антропоморфного, ні фалічного типу. Більшість стел мають плоску форму і є єдиними стелами такої форми в південному регіоні. 
46 стел у Тії, які є найбільшими з групи, також мають характерні, складні прикраси. Серед цих малюнків — мечі, символи, схожі на рослини, і стояча людська фігура з руками. Вважається, що конструкція меча місцевого типу «Галла», виготовлена майстрами народу оромо. Крім того, на кам’яних плитах Тія також часто є Т-подібний символ.
Стели в Тії та інших районах центральної Ефіопії подібні до стел на шляху між містом Джибуті та Лоядою в Джибуті.

## Дослідження
У Тії було проведено мало досліджень, і є кілька труднощів у розумінні цих типів місць з археологічного погляду. По-перше, важко визначити тих, хто збудував мегаліти, враховуючи лише самі стели. По-друге, археологи, які досліджували Тію були зайняті реконструкцією етнічної історії за допомогою усних історичних розповідей, але в багатьох випадках вони недоступні або неінформативні.

## Фото

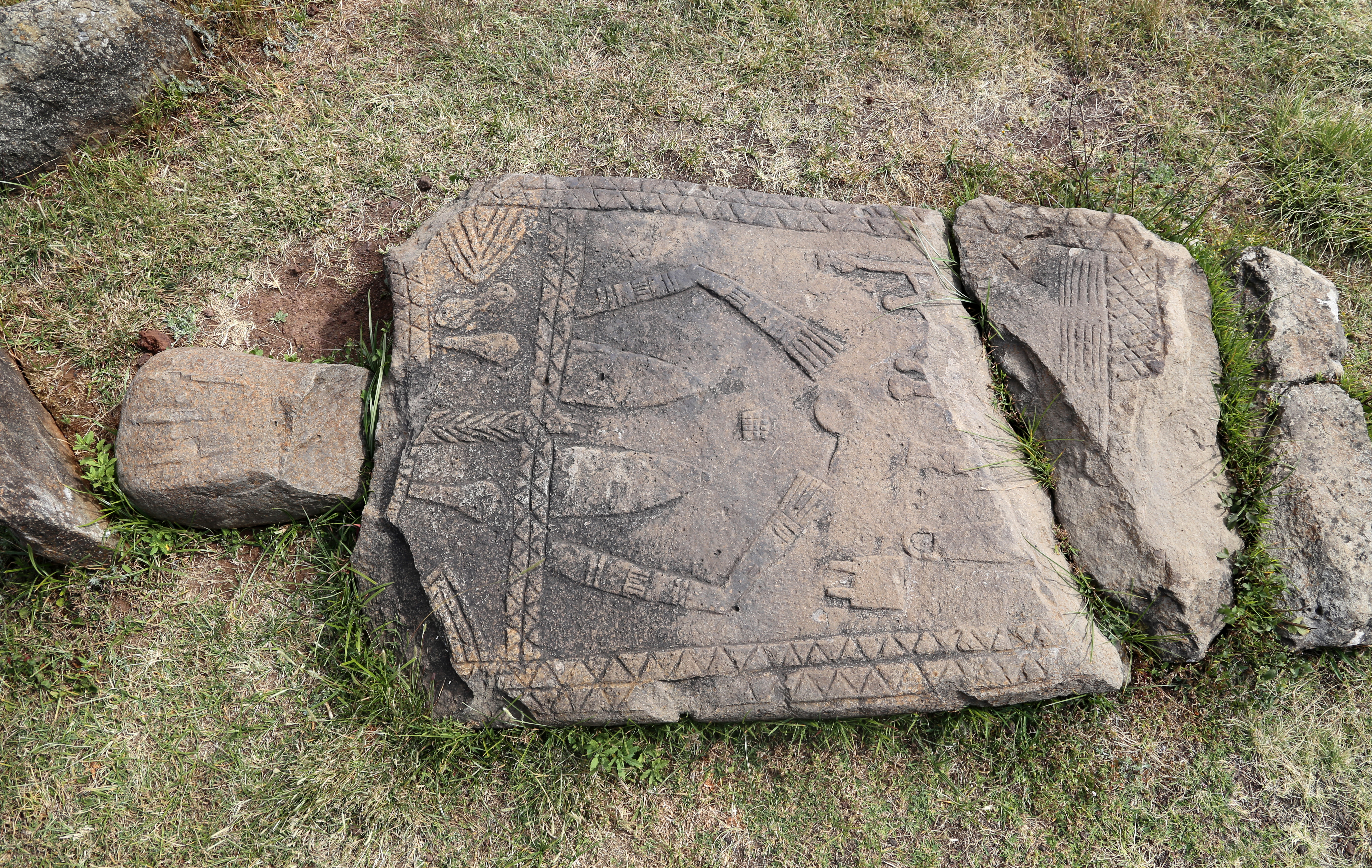
Антропоморфна жіноча стела з грудьми

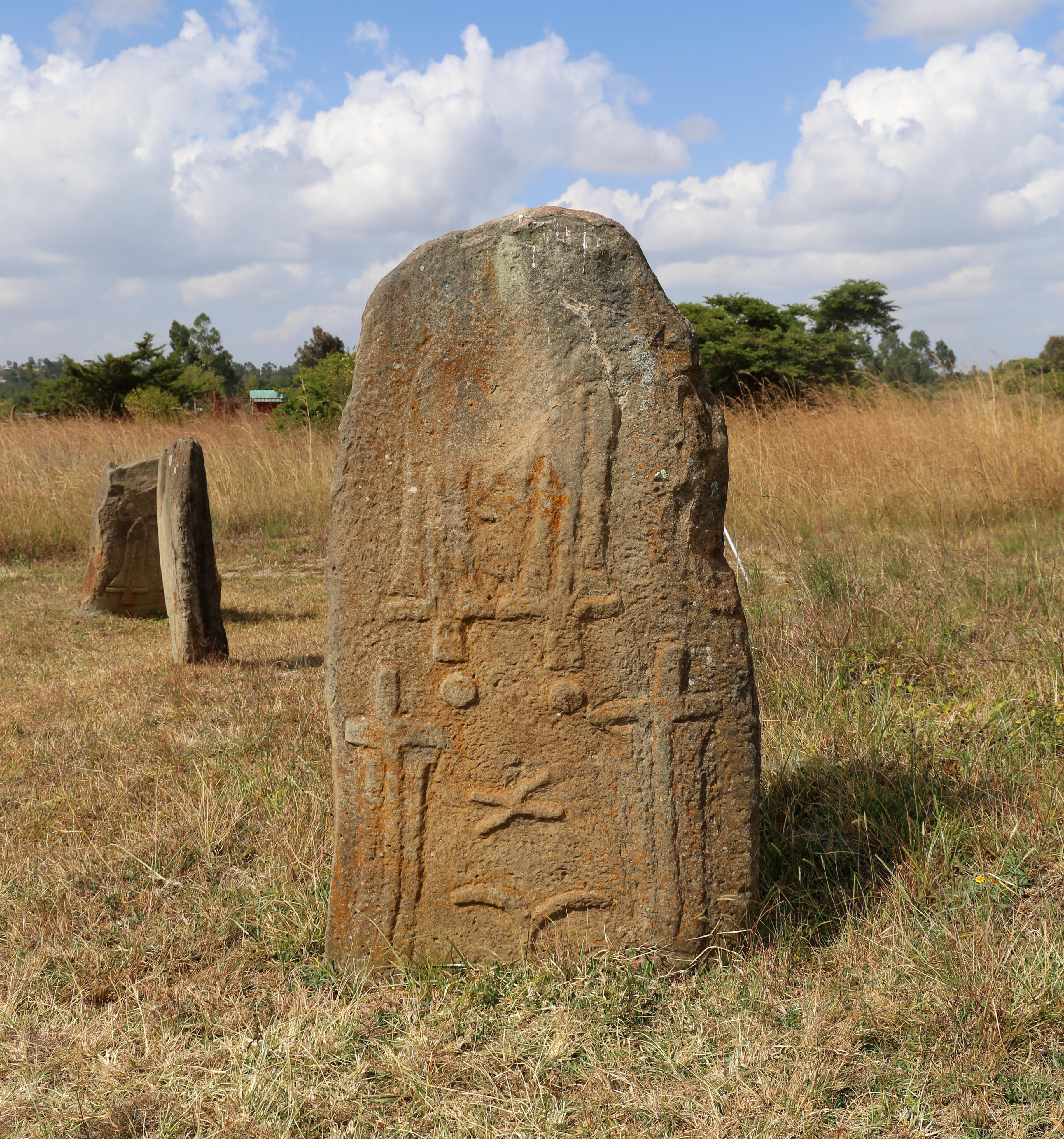
Стела з мечами

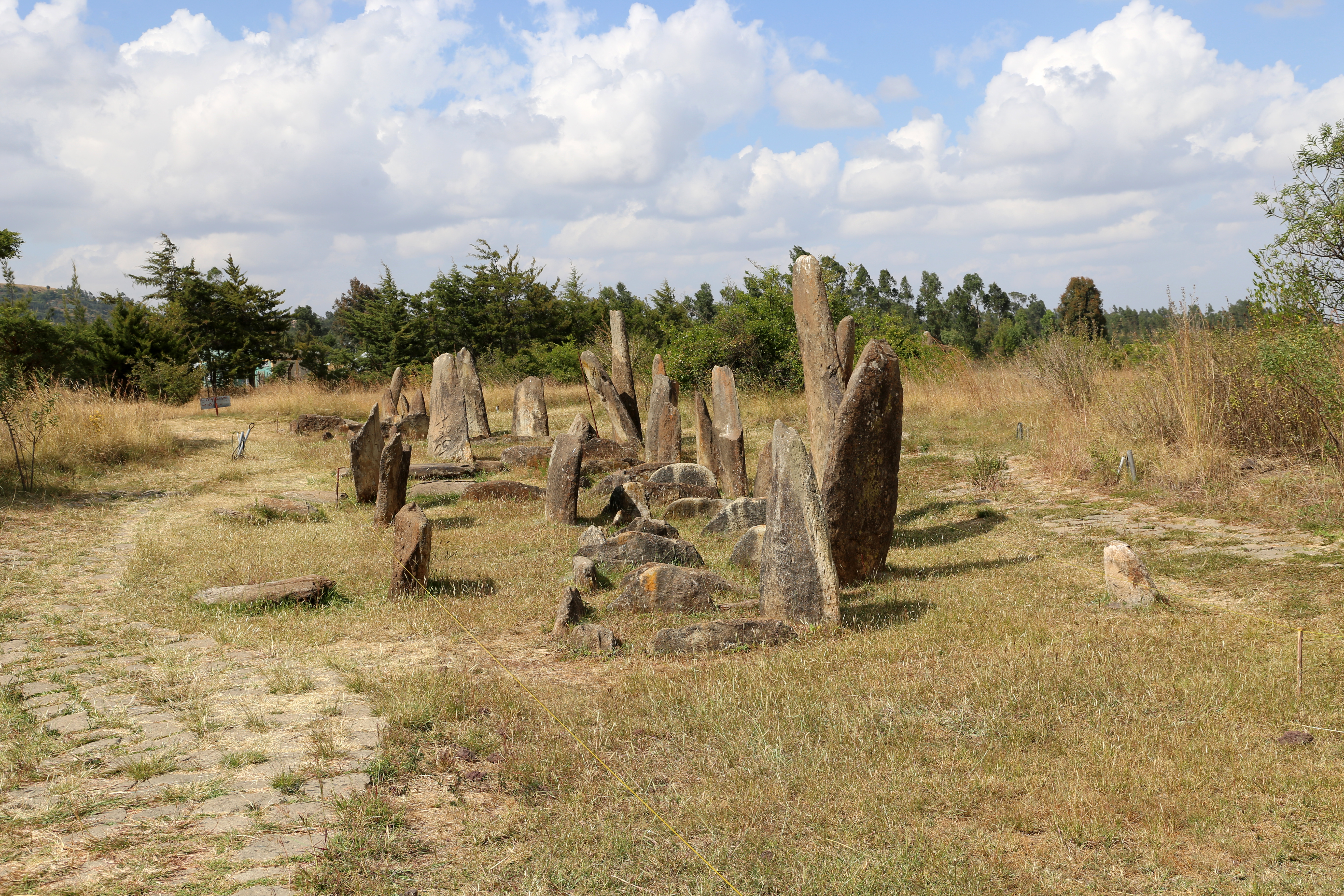
Мегалітичне поле стел у Тії.

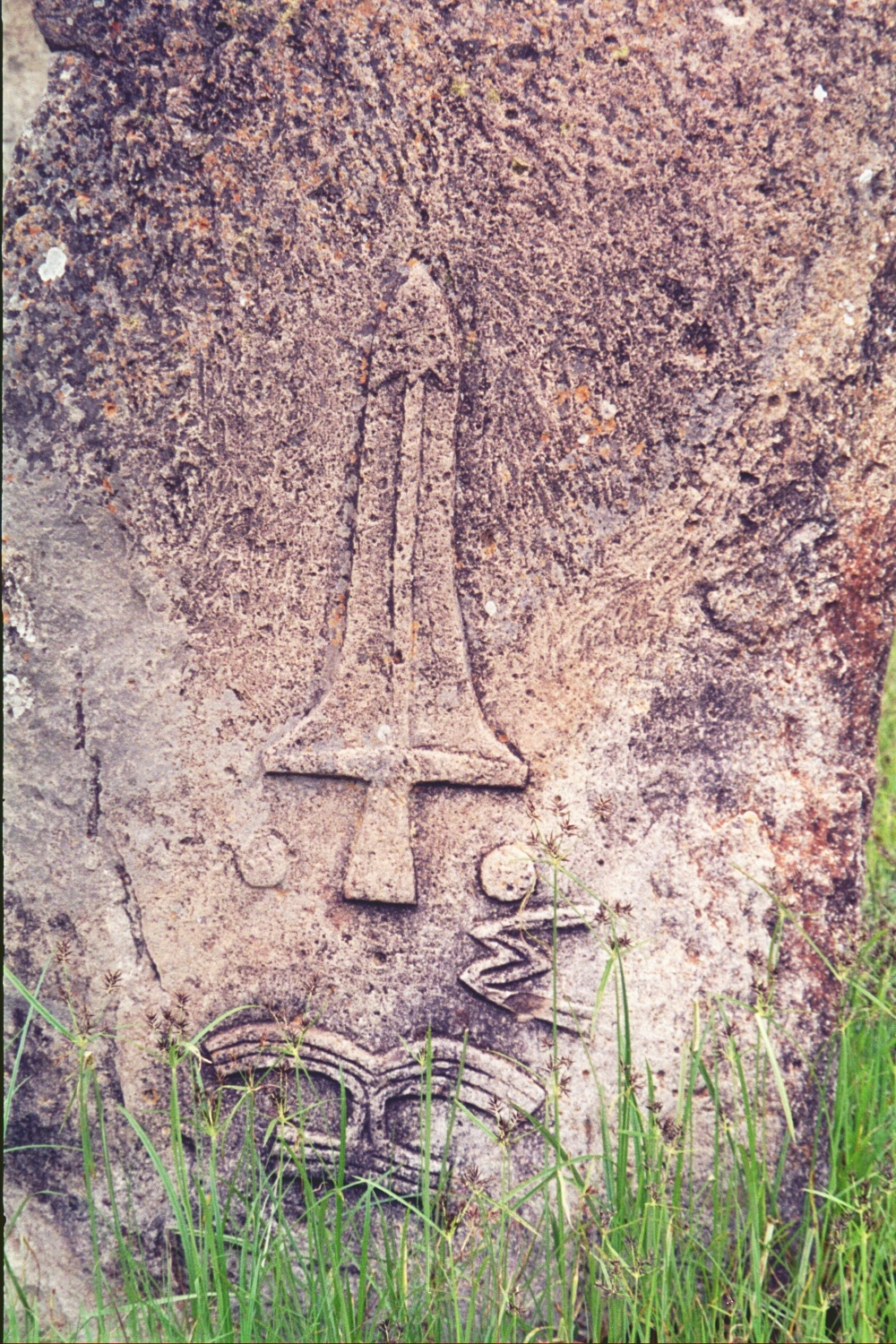
Символ меча на стелі в Тії.

## Дивись також
- Тія (місто)

## зовнішні посилання
- Об'єкт Тія ЮНЕСКО